# Grote Australische Bocht
De Grote Australische Bocht of Great Australian Bight is een bocht of open baai aan de zuidkust van Australië. De International Hydrographic Organization definieert de bocht als het deel van de Indische Oceaan tussen West Cape Howe in West-Australië tot Zuidwestkaap op Tasmanië. 
In 1627 was de Nederlandse ontdekkingsreiziger Thyssen de eerste Europeaan die de bocht bevoer en in 1802 werd het gebied in kaart gebracht door Matthew Flinders.
De kust van de Grote Australische Bocht kenmerkt zich door de hoge kliffen, kleine strandjes en rotsplaten. Tijdens de wintermaanden kan het er zeer onstuimig zijn.